# Brounaeolus
Brounaeolus is een geslacht van kevers uit de familie  
kniptorren (Elateridae).
Het geslacht is voor het eerst wetenschappelijk beschreven in 1921 door Hyslop.

## Soorten
Het geslacht omvat de volgende soorten:
- Brounaeolus brouni (Douglas, 2005)
- Brounaeolus obsoletus (Broun, 1893)
- Brounaeolus punctatus (Broun, 1893)
- Brounaeolus rufescens (Broun, 1893)